# Quadricalcarifera nana
Quadricalcarifera nana är en fjärilsart som beskrevs av Sergius G. Kiriakoff 1967. Quadricalcarifera nana ingår i släktet Quadricalcarifera och familjen tandspinnare. Inga underarter finns listade.